# Nati nel 1360
| Questa pagina contiene informazioni ricavate automaticamente dalle voci biografiche con l'ausilio del template Bio e di un bot. L'aggiornamento è periodico e automatico e ricostruisce completamente la pagina. Se manca una persona in questa lista, sei pregato di non aggiungerla, ma accertati piuttosto che la sua voce biografica contenga il template Bio e che i dati anagrafici siano correttamente compilati. Se il template Bio manca, inseriscilo tu stesso o, in alternativa, metti l'avviso {{tmp\|Bio}} che ne segnala la mancanza. Se i dati riportati sono sbagliati, correggi direttamente la voce biografica; le modifiche saranno visibili in questa lista entro pochi giorni. Per chiarimenti vedi il progetto biografie. La lista contiene solo le 34 persone che sono citate nell'enciclopedia e per le quali è stato implementato correttamente il template Bio. Pagina aggiornata al 10 ago 2025. |

- 18 febbraio - Giovanni di Bicci de' Medici, banchiere italiano († 1429)
- 24 febbraio - Amedeo VII di Savoia, nobile († 1391)
- 31 marzo - Filippa di Lancaster, nobile inglese († 1415)
- 2 maggio - Yongle, imperatore cinese († 1424)
- 24 giugno - Nuno Álvares Pereira, militare, religioso e santo portoghese († 1431)
- 7 luglio - Giovanni da San Miniato, militare e religioso italiano († 1428)
- 8 luglio - Giovanni Crisolora, umanista e diplomatico bizantino († 1422)
- 8 luglio - Manuele Crisolora, umanista bizantino († 1415)
- 10 agosto - Francesco Zabarella, giurista, cardinale e vescovo cattolico italiano († 1417)
- Arnaud Guillaume de Barbazan, condottiero francese († 1431)
- Gasparino Barzizza, umanista, pedagogista e filologo classico italiano († 1431)
- Bayezid I, sultano ottomano († 1403)
- Dorotea Bucca, filosofa e scienziata italiana († 1436)
- Manuele Caleca, monaco cristiano, letterato e teologo bizantino († 1410)
- Facino Cane, condottiero italiano († 1412)
- Leonardo Dati, umanista italiano († 1425)
- Margherita Datini, italiana († 1423)
- Agostino Favaroni, arcivescovo cattolico italiano († 1443)
- Giovanni I di Merlau, abate tedesco († 1440)
- Bartolomeo Gozadori, medico italiano († 1405)
- Antonio Guarco, doge († 1405)
- Giacomo Isolani, cardinale italiano († 1431)
- Ulrich von Jungingen, cavaliere medievale tedesco († 1410)
- Margherita del Monferrato, nobile († 1420)
- Nicholas von Renys, condottiero prussiano († 1411)
- Ottone III del Monferrato, marchese italiano († 1378)
- Agnolo Pandolfini, politico italiano († 1446)
- Nicola di Clémanges, umanista, teologo e latinista francese († 1430)
- Andrej Rublëv, pittore russo († 1430)
- Floriano Sampieri, giurista italiano († 1441)
- Klaus Störtebeker, pirata tedesco († 1401)
- Ulrich Walker, politico e militare svizzero († 1427)
- Guillaume de Vienne, nobile francese († 1434)
- Paolo di Castro, giurista italiano († 1441)